# La Gran Tormenta

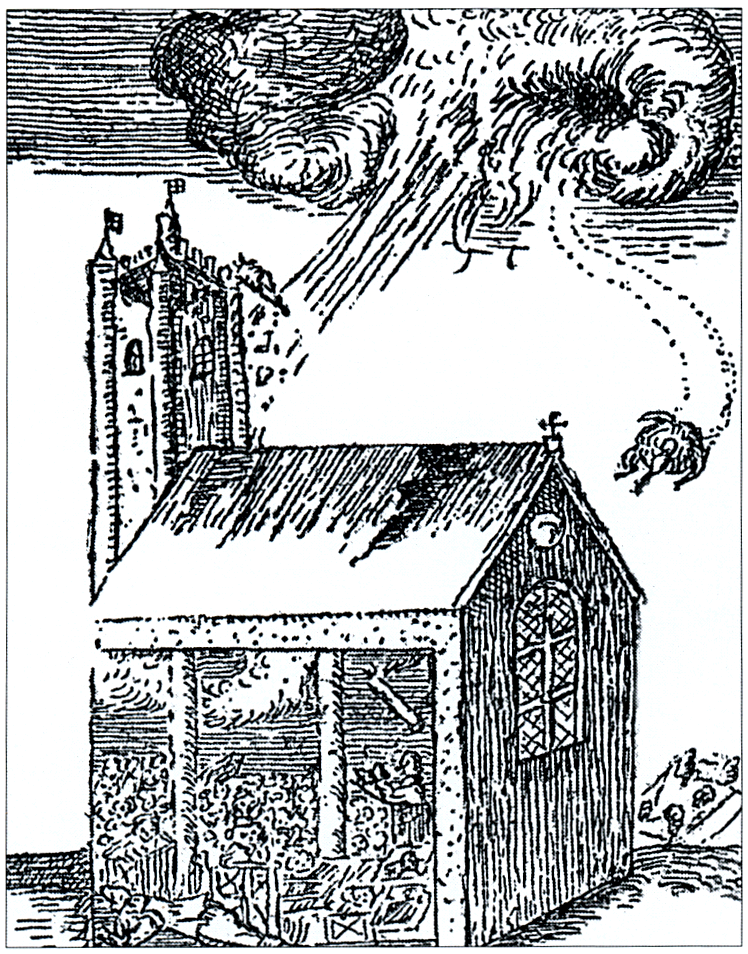
Un grabado en madera contemporáneo de la tormenta

La Gran Tormenta de Widecombe-en-el-Páramo en Dartmoor, Inglaterra, tuvo lugar el domingo 21 de octubre de 1638, cuando la iglesia de San Pancras fue aparentemente golpeada por una esfera luminosa durante una severa tormenta eléctrica. En aquel momento, se celebraba la misa vespertina y el edificio estaba repleto, con aproximadamente 300 feligreses. Cuatro de ellos terminaron perdiendo la vida, alrededor de 60 resultaron heridos y el edificio quedó severamente dañado.

## Testimonios presenciales

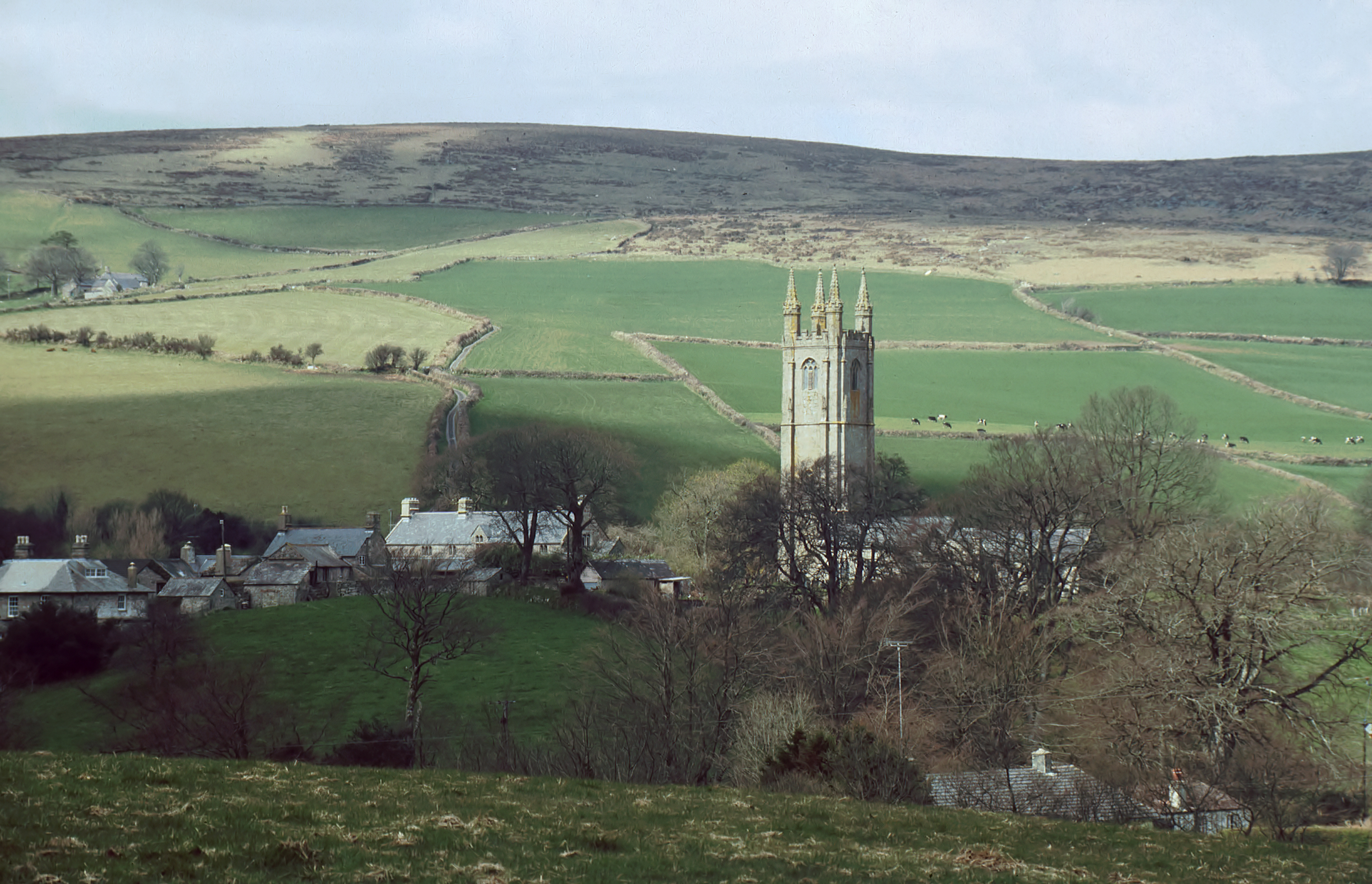
La torre de la Iglesia de Widecombe (1983)

Los testimonios escritos de testigos presenciales, publicados al parecer pocos meses después de la catástrofe, hablan de una extraña oscuridad, de potentes truenos y de "una gran bola de fuego" que atravesó una ventana y desgarró parte del tejado. Se dice que rebotó por toda la iglesia, matando a algunos miembros de la congregación y quemando a muchos otros. Algunos consideran que éste es uno de los primeros casos registrados de una esfera luminosa.
El ministro protestante, George Lyde, resultó ileso, pero a su esposa "se le quemó la gorguera y el lino junto a su cuerpo, y su cuerpo, de manera muy lastimosa". El jefe de los guardabosques locales, Robert Mead, golpeó con tanta fuerza un pilar que dejó una hendidura; su cráneo se hizo añicos y su cerebro cayó al suelo. Un "señor Hill, gentilhombre de buena reputación en la parroquia" fue arrojado violentamente contra una pared y murió "esa noche". Su hijo, sentado a su lado, resultó ileso.
Se dice que algunos sufrieron quemaduras en el cuerpo, pero no en la ropa. Se dice que un perro salió corriendo por la puerta, fue lanzado como si un pequeño tornado lo hubiera arrastrado y cayó muerto al suelo.
El director de la escuela del pueblo de la época, un gentilhombre llamado Roger Hill, y hermano del difunto "Señor Hill", registró el incidente en un testamento en rima que aún se exhibe en tableros (los originales fueron reemplazados en 1786) en la iglesia.

## La leyenda
Según la leyenda local, la tormenta fue el resultado de una visita del diablo, que había hecho un pacto con un jugador de cartas y apostador local llamado Jan Reynolds (o Bobby Read, según el cuento grabado en la Posada Tavistock, en Poundsgate). El trato era que si el diablo alguna vez encontraba al hombre dormido en la iglesia, el diablo podía reclamar su alma. Se dice que ese día Jan se quedó dormido durante el servicio, con su baraja en la mano. Otra versión de la leyenda afirma que el diablo llegó para recoger las almas de cuatro personas que jugaban a las cartas durante el servicio religioso.
El demonio se dirigió a Widecombe a través de la Posada Tavistock, en la cercana Poundsgate, donde se detuvo para pedir indicaciones y refrescarse. La dueña del mesón informó de la visita de un hombre vestido de negro con los pies hendidos y montando un caballo negro azabache. El desconocido ordenó un tarro de cerveza, que siseó al bajar por su garganta. El hombre terminó su bebida, dejó la jarra en la barra, donde quedó una marca de quemadura, y dejó algo de dinero. Cuando el forastero se marchó, la dueña comprobó que las monedas se habían convertido en hojas secas.
El diablo ató su caballo a uno de los pináculos de la iglesia de Widecombe, capturó al dormido Jan Reynolds y se alejó en medio de la tormenta. Al sobrevolar la cercana Birch Tor, los cuatro ases de la baraja de Jan cayeron al suelo, y hoy, si uno se para en la Posada Warren House, todavía pueden verse cuatro antiguos recintos campestres, cada uno con la forma de los símbolos de una baraja.